# Freaky Fortune ft. RiskyKidd
Freaky Fortune ft. RiskyKidd é uma banda grega que representou o seu país no Festival Eurovisão da Canção 2014, em Copenhaga, Dinamarca, com sua canção "Rise Up".